# Marcel Liesdek
Marcel Liesdek (Paramaribo, 13 september 1959) is een Nederlands voormalig professioneel voetballer die tijdens zijn carrière speelde voor Telstar, HFC Haarlem, Fortuna Sittard, FC Utrecht en South China AA.
Liesdek stond bekend als een zeer harde verdediger, die veel overtredingen maakte. Hij was ook de aanvoerder van het Kleurrijk Elftal van Suriname waarvan veel voetballers overleden bij de SLM-ramp. Omdat hij met zijn toenmalige club in contractonderhandelingen was, zat hij niet in het vliegtuig.
Na het einde van zijn periode bij FC Utrecht, na een schorsing van zes wedstrijden vanwege een elleboogstoot, vertrok hij naar Hongkong waar hij drie jaar speelde en zijn loopbaan in 1996 besloot.